# 中太集團
中太集團有限公司（除牌當時為0283.HK），曾是香港交易所上市，在1992年9月24日從偉益有限公司換取上市。業務當時持有正達集團，以及物業及地產投資，然而，97金融風暴導致旗下業務清盤，故此當時創辦人王正平夫婦出售給英皇集團，更名為英皇科技資訊，到現時高銀地產。

## 連結
- 继百富勤之后 港正达集团陷财政困难属下证券公司被令清盘（页面存档备份，存于）